# Theodate Pope Riddle
Theodate Pope Riddle (2. února 1867 Cleveland – 30. srpna 1946 Farmington) byla americká architektka a filantropka. Byla jednou z prvních amerických architektek a přeživší potopení lodi RMS Lusitania.

## Životopis
Narodila se jako Effie Brooks Pope v Clevelandu v Ohiu jako jediné dítě průmyslníka a sběratele umění Alfreda Atmora Popea a jeho ženy Ady Lunette Brooks. Její sestřenice byla Louisa Pope, matka architekta Philipa Johnsona.
Když bylo Effie 19 let, změnila si jméno na Theodate na počest své babičky Theodate Stackpole. Vystudovala školu slečny Porterové ve Farmingtonu v Connecticutu a později si najala členy fakulty, aby ji soukromě doučovali architekturu. Jako první žena získala losvědčení architekta v New Yorku a jako šestá žena v Connecticutu, byla v roce 1926 jmenována členkou Amerického institutu architektů. Byla také členkou společenství Newyorská architektonická liga, Archeologický institut Ameriky a Americké středověké akademie. Od útlého věku si představovala budoucnost života na venkově, péči o osiřelé děti a stavbu školy. Kromě kariéry architekta se Theodate angažovala v sociálních záležitostech, měla hluboký zájem o psychický výzkum a provozovala úspěšný zemědělský podnik. Její pestrý okruh přátel byl stejně vzdělaný a pokrokový jako ona.

### RMS Lusitania
Dne 1. května 1915 nastoupila na palubu britské zaoceánské lodi RMS Lusitania jako cestující první třídy spolu se svou služebnou slečnou Emily Robinson a profesorem Edwinem W. Friendem, spoluobčanem z Farmingtonu. Cestovala do Velké Británie, aby navštívila Britskou společnost pro psychický výzkum. Poté, co byla loď 7. května torpédována německou ponorkou, se Pope, Robinson a Friend vydali na záchranné čluny. Posádka Lusitanie neměla zkušenosti s vypouštěním člunů a Theodate viděla, jak se jeden záchranný člun převrátil se všemi pasažéry do moře. Spolu s profesorem Friendem se rozhodli, že bude lepší skočit z paluby. Před skokem se Theodate obrátila na svou služebnou se slovy: „Pojď, Robinsonová”.
Ve vodě se Theodate zmítala mezi troskami a dalšími o život bojujícími plavci. Kus trosek ji udeřil do hlavy. „Lidé kolem mě se prali, bili a zápasili”, vzpomínala později. Pak jeden muž „šílený strachem” udělal „prudký skok a přistál mi přímo na ramenou v domnění, že ho udržím”.
Ve vodě ztratila vědomí, a když byla zachráněna, byla nejprve zařazena mezi mrtvé, dokud u ní další zachráněná cestující Belle Naish nepoznala známky života. Trvalo však dvě hodiny, než se ji podařilo oživit. Emily Robinson ani profesor Friend nepřežili.

### Osobní život
V roce 1914 se Theodate ujala dvouletého sirotka Gordona Brockwaye, který v roce 1916 zemřel na dětskou obrnu. V letech 1917 a 1918 přijala další dva osiřelé chlapce, Donalda Carsona a Paula Martina, které vychovávala jako pěstouny. Dne 6. května 1916 se Theodate provdala za 52letého Johna Wallace Riddlea, bývalého amerického diplomata.
Theodate se zajímala o parapsychologii a byla členkou Americké společnosti pro psychický výzkum. V roce 1915 se nepohodla s Jamesem H. Hyslopem a odstoupila z funkce. 
Zemřela 30. srpna 1946 ve svém domě ve Farmingtonu. V závěti stanovila, že se její dům Hill-Stead stane muzeem jako památka na její rodiče a „pro užitek a potěšení veřejnosti”. Žádala, aby dům a jeho vybavení zůstaly nedotčeny, nebyly stěhovány, půjčovány ani prodávány. Spolu s domem Hill-Stead stojí všechny Theodatiny stavby kromě jedné dodnes jako trvalý doklad jedné z prvních významných amerických architektek.

## Dílo

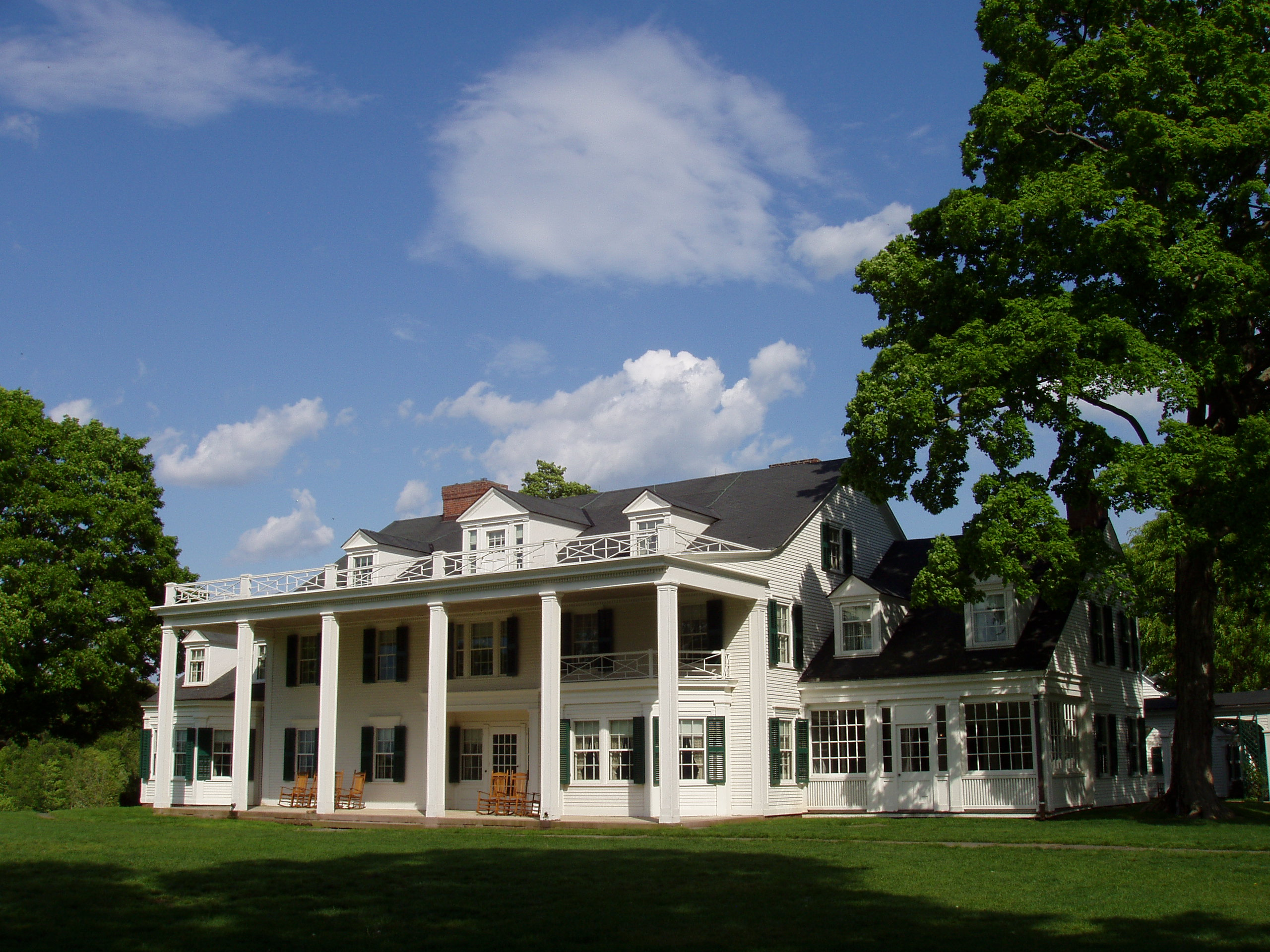
Rodinné sídlo, nyní Museum Hill-Stead

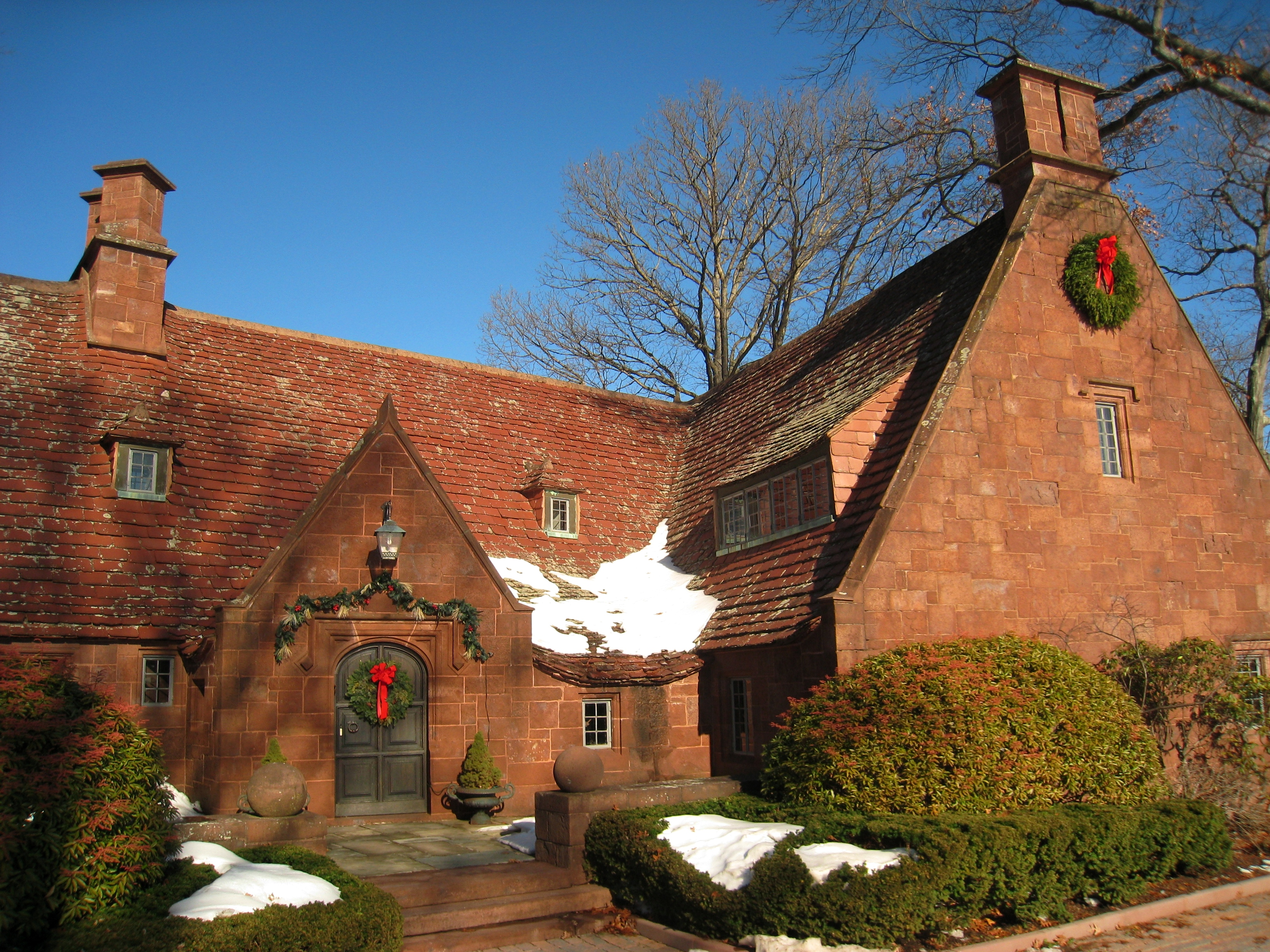
Škola Avon Oldfarms School

Navrhla rodinné sídlo Hill-Stead (nyní Hill-Stead Museum) ve Farmingtonu, navrhla a založila školu Avon Old Farms School v Avonu a také školu Westover School.
Její nejznámější architektonickou zakázkou byla rekonstrukce rodného domu bývalého prezidenta Theodora Roosevelta v New Yorku v roce 1920. Na podzim roku 2014 byla práce Theodate Pope na tomto místě oceněna v soutěži Postaveno ženou města New York, kterou vyhlásila Nadace Beverly Willisové pro architekturu s cílem identifikovat vynikající a různorodé budovy a prostory navržené, projektované a postavené ženami.

### Stavby (výběr)
- 1898–1907 – Pope House, Hill-Stead, Farmington, Connecticut (společně s McKim, Mead and White)
- 1906–1909 – Westover School, Middlebury, Connecticut
- 1911–1914 – Chamberlain Estate, Highfield,  Middlebury, Connecticut
- 1913–1914 – Gates, Dormer House, Locust Valley, Long Island, New York
- 1914–1915 – Hop Brook Elementary School, Naugatuck, Connecticut
- 1915 – Dělnické bydlení, Farmington, Connecticut
- 1918–1927 – Avon Old Farms School, Avon, Connecticut
- 1919–1922 – Rodný dům Theodora Roosevelta (rekonstrukce, restaurování interiéru, návrh přilehlé budovy) New York[8]

Její dokumenty jsou archivovány v Hill-Stead Museum, Avon Old Farms School a v archivech Westover School Archives.